# ワランガル
ワランガル（Warangal）は、テランガーナ州の都市でワランガル県の県都。州都ハイデラバードの北東に位置する。ハイデラバードからの州道は比較的よく整備されており、車での移動は快適である。
その昔、カーカティーヤ朝の首都が置かれていたこともあり、今も多くの史跡が残っている。その後、ムスリム王朝に征服されたため、ムスリム様式の砦跡も見ることができる。
灌漑事業により大水田地域が形成されている。